# 9674 Slovenija
9674 Slovenija è un asteroide della fascia principale. Scoperto nel 1998, presenta un'orbita caratterizzata da un semiasse maggiore pari a 2,5684506 UA e da un'eccentricità di 0,1298004, inclinata di 8,47820° rispetto all'eclittica.
Dal 2 febbraio al 2 aprile 1999, quando 9999 Wiles ricevette la denominazione ufficiale, è stato l'asteroide denominato con il più alto numero ordinale. Prima della sua denominazione, il primato era di 9349 Lucas.
L'asteroide è dedicato alla Slovenia.